# موغرم (مقاطعة تشرام)
موغرم (بالفارسية: موگرم) هي قرية تقع في قسم الغتشين الريفي (مقاطعة تشرام) في إيران. يقدر عدد سكانها بـ 100 نسمة بحسب إحصاء 2016.